# Tišnovská Nová Ves
Tišnovská Nová Ves (deutsch Neudorf bei Tischnowitz) ist eine Gemeinde in Tschechien. Sie liegt elf Kilometer nordwestlich von Tišnov und gehört zum Okres Brno-venkov.

## Geographie
Tišnovská Nová Ves befindet sich in der Nedvědická vrchovina, einem der Böhmisch-Mährischen Höhe. Das Dorf liegt rechtsseitig über dem Tal der Bobrůvka in der Quellmulde eines kleinen Baches. Nordöstlich befinden sich auf einem Sporn über der Loučka die Reste der Burg Rysov. Gegen Norden und Nordwesten liegen jenseits des Flusses die wüsten Burgen Košíkov und Víckov. Nordöstlich erhebt sich die Kočková (445 m), im Osten der Jilmový kopec (486 m) und im Nordwesten der Víckov (538 m).
Nachbarorte sind Drahonín und Kopaniny im Norden, Skryje und Jilmoví im Nordosten, Boudy und Vrbka im Osten, Újezd u Tišnova im Südosten, Řikonín und Kutiny im Süden, Ostrov und Žďárec im Südwesten, Vratislávka im Westen sowie Havlov und Šafránkův Mlýn im Nordwesten.

## Geschichte
Die erste schriftliche Erwähnung des Ortes stammt aus dem Jahre 1358.
1391 erwarb das Kloster Porta Coeli Nová Ves einschließlich der Feste. Diese war wahrscheinlich in der zweiten Hälfte des 14. Jahrhunderts errichtet worden. Es wird angenommen, dass sie während der Hussitenkriege erlosch. 1782 wurde das Kloster im Zuge der Josephinischen Reformen durch Kaiser Joseph II. aufgehoben. Nachfolgend wurde das Dorf der weltlichen Herrschaft Porta Coeli untertänig.
Nach der Aufhebung der Patrimonialherrschaften bildete Nová Ves Tišnov/Neudorf Tischnowitz ab 1850 eine Gemeinde im Brünner Bezirk und Gerichtsbezirk Tischnowitz. Zum Ende des 19. Jahrhunderts wurde der Ort als Nová Ves u Tišnova/Neudorf bei Tischnowitz bezeichnet. Seit 1896 gehörte die Gemeinde zum neu gebildeten Bezirk Tischnowitz. Nach der Jahrhundertwende erhielt der Ort den Namen Tišnovská Nová Ves. Nach der Auflösung des Okres Tišnov kam das Dorf mit Beginn des Jahres 1961 zum Okres Žďár nad Sázavou. Seit Beginn des Jahres 2005 gehört die Gemeinde Tišnovská Nová Ves zum Okres Brno-venkov.

## Gemeindegliederung
Für die Gemeinde Tišnovská Nová Ves sind keine Ortsteile ausgewiesen.

## Sehenswürdigkeiten
- Kapelle Mariä Himmelfahrt, am Dorfplatz
- denkmalgeschütztes Kreuz, geschaffen 1846
- Reste der Burg Rysov, sie entstand wahrscheinlich am Übergang vom 13. zum 14. Jahrhundert. Burgherren waren ab 1368 die Vladiken von Drahany, ab 1437 die Herren von Pernstein und danach Vojna von Litava. In der zweiten Hälfte des 15. Jahrhunderts erlosch die Burg.
- Reste der Burg Košíkov, um 1360 als Sitz der Vladiken von Košíkov errichtet. 1427 eroberte Johann von Pernstein die Burg. In der zweiten Hälfte des 15. Jahrhunderts besaß Vojna von Litava Košíkov. Beim Verkauf des Besitzes an das Kloster Porta Coeli 1593 wurde die Burg als wüst aufgeführt.
- Reste der Burg Víckov aus dem 13. Jahrhundert. Sie war Stammsitz des Geschlechts von Víckov. 1419 kaufte Hašek Ostrožský von Waldstein die Burgherrschaft Víckov. 1425 wurde die Burg während der Hussitenkriege zerstört.